# Mistrzostwa Świata w Short Tracku 2011
36. Mistrzostwa świata w short tracku odbyły się w dniach 11-13 marca 2011 w Sheffield (Wielka Brytania).

## Reprezentacja Polski

### kobiety
- Magdalena Szwajlik – 27. (500 m), 28. (1000 m), 26. (1500 m)
- Patrycja Maliszewska – 23. (500 m), 25. (1000 m), 27. (1500 m)

### mężczyźni
- Bartosz Konopko – 15. (500 m), 28. (1000 m), 19. (1500 m)
- Dariusz Kulesza – 21. (500 m), 41. (1000 m), zdyskwalifikowany (1500 m)

## Klasyfikacja medalowa
| Lp. | Kraj              | Złoto | Srebro | Brąz | Razem |
| 1   | Korea Południowa  | 7     | 1      | 1    | 9     |
| 2   | Stany Zjednoczone | 2     | 2      | 4    | 8     |
| 3   | Chiny             | 2     | 1      | 5    | 8     |
| 4   | Kanada            | 1     | 4      | 1    | 6     |
| 5   | Włochy            | 0     | 2      | 1    | 3     |
| 6   | Holandia          | 0     | 1      | 0    | 1     |
| 6   | Niemcy            | 0     | 1      | 0    | 1     |

## Medaliści
| Konkurencja | Złoto                                 | Srebro                                | Brąz                                  |
| Mężczyźni   |                                       |                                       |                                       |
| 500 metrów  | Simon Cho · Stany Zjednoczone         | Olivier Jean · Kanada                 | Liang Wenhao · Chiny                  |
| 1000 metrów | Noh Jin-kyu · Korea Południowa        | Charles Hamelin · Kanada              | Liang Wenhao · Chiny                  |
| 1500 metrów | Noh Jin-kyu · Korea Południowa        | Charles Hamelin · Kanada              | Jeff Simon · Stany Zjednoczone        |
| 3000 metrów | Noh Jin-kyu · Korea Południowa        | Liang Wenhao · Chiny                  | Jeff Simon · Stany Zjednoczone        |
| Wielobój    | Noh Jin-kyu · Korea Południowa        | Charles Hamelin · Kanada              | Liang Wenhao · Chiny                  |
| Sztafeta    | Kanada                                | Niemcy                                | Stany Zjednoczone                     |
| Kobiety     |                                       |                                       |                                       |
| 500 metrów  | Fan Kexin · Chiny                     | Arianna Fontana · Włochy              | Liu Qiuhong · Chiny                   |
| 1000 metrów | Cho Ha-ri · Korea Południowa          | Arianna Fontana · Włochy              | Katherine Reutter · Stany Zjednoczone |
| 1500 metrów | Katherine Reutter · Stany Zjednoczone | Park Seung-hi · Korea Południowa      | Cho Ha-ri · Korea Południowa          |
| 3000 metrów | Cho Ha-ri · Korea Południowa          | Katherine Reutter · Stany Zjednoczone | Liu Qiuhong · Chiny                   |
| Wielobój    | Cho Ha-ri · Korea Południowa          | Katherine Reutter · Stany Zjednoczone | Arianna Fontana · Włochy              |
| Sztafeta    | Chiny                                 | Holandia                              | Kanada                                |